# Michael Tørnes
Michael Angulas Tørnes (8 de enero de 1986, Herlev) es un futbolista danés que juega de portero para el Brøndby IF de la Superliga de Dinamarca.
Ha jugado 18 partidos para varias de las categorías inferiores de la selección nacional danesa.

## Carrera

### Principio
Habiendo jugado para Herlev SI, Farum BK y Lyngby BK a edades tempranas, Tørnes se unió al Brønshøj BK de las categorías inferiores del fútbol danés, tras conseguir su liberación del Lyngby BK. Después de impresionar en una edad joven, Tørnes se marchó al Brøndby IF tras una prueba exitosa.

### Brøndby IF
Tørnes debutó con el Brøndby IF en el minuto 67 de un 0–0 contra el Flora Tallinn en la Copa de la UEFA, reemplazando al portero Casper Ankergren. Tørnes Mantuvo la portería imbatida en el 4–0 de la segunda ronda que ganó su equipo en el Brøndby Stadion, en un partido que jugó los 90 minutos. A principio de la temporada 2010–11, el portero titular del Brøndby, Stephan Andersen, se lesionó de gravedad, con lo que Tørnes se convirtió temporalmente en portero titular.
Tørnes volvió al Brønshøj BK en calidad de cedido en la temporada 2013–14, tras fallar en la oportunidad para convertirse en el portero titular del Brøndby IF. El 28 de julio de 2013, Tørnes jugó el primer partido de esta segunda etapa con el Brønshøj BK con una derrota por 4–1 contra el Silkeborg IF.

### HJK
Tørnes firmó por el equipo finlandés HJK en un traspaso gratuito, tras su liberación del Brøndby IF. Durante la temporada 2014, Tørnes rompió el récord de imbatibilidad de la Premier League finlandesa. Tørnes Jugó 960 minutos consecutivamente sin conceder un gol en un partido de liga de Premier finlandeses o en partidos de Copa finlandesa. El anterior récord era de 882 minutos y lo ostentaba András Vilnrotter.

### Sandefjord
Después de impresionar en Finlandia, Tørnes fichó por el equipo noruego Sandefjord en un traspaso libre tras no renovar su contrato con el HJK y finalizar. El 19 de abril de 2015, Tørnes hizo su debut con el Sandefjord con una victoria por 1–0 sobre el Sarpsborg 08. Tørnes jugó ocho partidos más de liga antes de finalizar su contrato.

### OB
El 13 de agosto de 2015, Tørnes regresó a su tierra; Dinamarca, para unirse al OB en un contrato de un año. Tørnes hizo su debut en el primer partido de la temporada en una derrota 3–2 derrota contra el Randers. Tørnes jugó tres partidos consecutivos más en liga.
Tørnes finalizó su contrato con el club el 30 de junio de 2016.

### Vitesse
El 27 de julio de 2016, Tørnes fichó por el equipo de la Eredivisie, Vitesse en un contrato por dos años, después de una prueba de pretemporada exitosa. El 14 de diciembre de 2016, Tørnes hizo su Vitesse debut en un partido de Copa KNVB contra el Jodan Boys, en que el Vitesse ganó 4–0. Tørnes fue un miembro del equipo que ganó la Copa KNVB, ganando el club su primer trofeo importante en 125 años de historia.

## Estadísticas
| Club                   | Temporada        | Liga                          | Liga     | Liga  | Taza     | Taza  | Europa   | Europa | Otro     | Otro  | Total    | Total |
| Club                   | Temporada        | División                      | Partidos | Goles | Partidos | Goles | Partidos | Goles  | Partidos | Goles | Partidos | Goles |
| ---------------------- | ---------------- | ----------------------------- | -------- | ----- | -------- | ----- | -------- | ------ | -------- | ----- | -------- | ----- |
| Brøndby SI             | 2008–09          | Superliga de Dinamarca        | 0        | 0     | 3        | 0     | 0        | 0      | —        | —     | 3        | 0     |
| Brøndby SI             | 2009–10          | Superliga de Dinamarca        | 2        | 0     | 2        | 0     | 0        | 0      | —        | —     | 4        | 0     |
| Brøndby SI             | 2010–11          | Superliga de Dinamarca        | 12       | 0     | 1        | 0     | 0        | 0      | —        | —     | 13       | 0     |
| Brøndby SI             | 2011–12          | Superliga de Dinamarca        | 29       | 0     | 1        | 0     | 0        | 0      | —        | —     | 30       | 0     |
| Brøndby SI             | 2012–13          | Superliga de Dinamarca        | 26       | 0     | 4        | 0     | —        | —      | —        | —     | 30       | 0     |
| Brøndby SI             | Total            | Total                         | 69       | 0     | 11       | 0     | 0        | 0      | —        | —     | 80       | 0     |
| Brønshøj BK (Préstamo) | 2013–14          | Primera División de Dinamarca | 6        | 0     | 1        | 0     | —        | —      | —        | —     | 7        | 0     |
| HJK                    | 2014             | Veikkausliiga                 | 22       | 0     | 2        | 0     | —        | —      | —        | —     | 24       | 0     |
| HJK                    | 2015             | Veikkausliiga                 | 0        | 0     | 0        | 0     | 4        | 0      | —        | —     | 4        | 0     |
| HJK                    | Total            | Total                         | 22       | 0     | 2        | 0     | 4        | 0      | —        | —     | 28       | 0     |
| Sandefjord             | 2015             | Tippeligaen                   | 9        | 0     | 3        | 0     | —        | —      | —        | —     | 12       | 0     |
| OB                     | 2015–16          | Superliga de Dinamarca        | 4        | 0     | 1        | 0     | —        | —      | —        | —     | 5        | 0     |
| Vitesse                | 2016–17          | Eredivisie                    | 2        | 0     | 1        | 0     | —        | —      | 0        | 0     | 3        | 0     |
| Total de carrera       | Total de carrera | Total de carrera              | 112      | 0     | 19       | 0     | 4        | 0      | 0        | 0     | 135      | 0     |

1. ↑  Partido(s) en la Copa Danesa
2. ↑  Partido(s) en la Copa de Filandia
3. ↑  Partido(s) en la UEFA Champions League
4. ↑  Partido(s) en la Copa Noruega
5. ↑  Partido(s) en la Copa de Holanda KNVB

## Títulos

### Club
Vitesse
- Copa KNVB: 2016–17